# Torridincolidae
Torridincolidae (лат.) — семейство водных жуков из подотряда миксофага. Около 35 видов.

## Описание
Мелкие водные жуки, длина 1,0—2,7 мм, чёрные или тёмноокрашенные, часто с металлическим блеском. Тело короткое и широкое, слегка сплющенное, с отчётливыми пронотальными элитральными углами (подсемейство Torridincolinae), или отчетливо выпуклое и с боков округлое (подсемейство Deleveinae). Голова прогнатическая. Усики очень короткие, состоят из 9 (Torridincolinae) или 11 сегментов (Deleveinae). Надкрылья с боков округлённые, с гладкой поверхностью (Deleveinae) или с почти параллельными боками в передней части и с отчетливыми бороздками (Torridincolinae). Брюшко с 4-5 видимыми снизу сегментами. Ноги длинные, голени узкие; лапки из 4 (большинство родов) или 5 члеников (Delevea); проксимальные тарсомеры короткие, дистальные два тарсомера вытянутые. Брюшко личинок из 9 видимых сверху сегментов, на каждом из передних восьми имеются боковые ребровидные отростки-щетинки (Reichardt, 1973; Beutel & Vanin, 2005).
На всех стадиях развития являются водными обитателями, питаются водорослями. Встречаются в быстрых водных потоках, ручьях, горных речках, водопадах, как правило, на небольших глубинах (Reichardt, 1973; Endrödy-Younga 1997).
Генетика. У вида Ytu zeus диплоидный набор хромосом равен 2n=20, система определения пола типа XY (Mesa & Fontanetti, 1985).

## Систематика
34 вида в 7 родах и 2 подсемействах (Endrödy-Younga, 1997): Torridincolinae, включающем роды Torridincola (Южная и Центральная Африка), Incoltorrida (Мадагаскар) и Ytu , Iapir и Claudiella (Бразилия); подсемейство Deleveinae с родами Delevea (Южная Африка) и Satonius (Китай, Япония).
- Deleveinae Endrödy-Younga, 1997
  - Delevea Reichardt, 1976
  - Satonius Endrödy-Younga, 1997[5]
- Torridincolinae Steffan, 1964 (=Ptyopterinae Abdullah, 1974)
  - Claudiella Reichardt & Vanin, 1976[6]
  - Iapir Py-Daniel, da Fonseca & Barbosa, 1993
  - Incoltorrida Steffan, 1973
  - Torridincola Steffan, 1964
  - Ytu Reichardt, 1973